# Équipe d'Allemagne de l'Est de football en 1960
Il s'agit des matchs de la sélection est-allemande au cours de l'année 1960.

## Matchs et résultats
| Match amical                                | Bulgarie        | 2 – 0   | Allemagne de l'Est | Stade national Vassil Levski, Sofia                   |                                                       |
| 10 juillet 1960 · Historique des rencontres | Jakimov 14e 21e | (2 - 0) |                    | Spectateurs : 50 000 Arbitrage : M. Stoll ( Autriche) | Spectateurs : 50 000 Arbitrage : M. Stoll ( Autriche) |

| Match amical                             | Allemagne de l'Est | 0 – 1   | Union soviétique | Central Stadion, Leipzig                              |                                                       |
| 17 août 1960 · Historique des rencontres |                    | (0 - 0) | 75e Ponedelnik   | Spectateurs : 70 000 Arbitrage : M. Stoll ( Autriche) | Spectateurs : 70 000 Arbitrage : M. Stoll ( Autriche) |

| Match amical                                | Allemagne de l'Est                                    | 5 – 1   | Finlande     | Ostsee-Stadium, Rostock                                  |                                                          |
| 30 octobre 1960 · Historique des rencontres | Nöldner 28e 76e · Erler 32e · P.Ducke 33e · Heine 52e | (3 - 0) | 86e Rytkönen | Spectateurs : 30 000 Arbitrage : M. Sørensen ( Danemark) | Spectateurs : 30 000 Arbitrage : M. Sørensen ( Danemark) |

| Match amical                                | Tunisie | 0 – 3   | Allemagne de l'Est                      | Stade olympique d'El Menzah, Tunis                     |                                                        |
| 4 décembre 1960 · Historique des rencontres |         | (0 - 1) | 25e Nöldner · 53e H. Müller · 69e Meyer | Spectateurs : 10 000 Arbitrage : M. Marchese ( Italie) | Spectateurs : 10 000 Arbitrage : M. Marchese ( Italie) |

| Match amical                                 | Maroc | 2 – 0 | Allemagne de l'Est |  |
| 10 décembre 1960 · Historique des rencontres |       |       |                    |  |

| Match amical                                 | Maroc          | 2 – 3   | Allemagne de l'Est                     | Stade d'Honneur, Casablanca                            |                                                        |
| 11 décembre 1960 · Historique des rencontres | Akesbi 51e 71e | (0 - 2) | 5e Meyer · 42e P.Ducke · 70e H. Müller | Spectateurs : 20 000 Arbitrage : M. Barberon ( France) | Spectateurs : 20 000 Arbitrage : M. Barberon ( France) |